# Münsterau
Münsterau ist ein südlicher Ortsteil des Stolberger Stadtteils Vicht in der Städteregion Aachen. Bei Münsterau mündet rechterhand der Eigertsief in den Vichtbach. Der Burgberg (Höhe 308 und 333 m ü. NHN) trennt das Tal des Eigertsiefs im Norden von dem des Fischbachs. Die Höhe beträgt durchschnittlich 231,5 m ü. NHN. Mit der Eingemeindung Gressenichs am 1. Januar 1972 kamen Münsterau und Vicht zu Stolberg.
Der Ortsname steht in Zusammenhang mit dem Münsterländchen und der Reichsabtei Kornelimünster.
Bei „Jägersfahrt“ liegen das Vichter Landhaus sowie die Reitwerke Platenhammer und Neuenhammer, in Richtung Zweifall Junkershammer, das bedeutendste Reitwerk im Vichttal.
Die AVV-Buslinien 8 und 42 der ASEAG verbinden die Haltestelle „Jägersfahrt“ mit fast allen Stolberger Stadtteilen sowie mit Eschweiler.
| Linie | Verlauf |
| ----- | --- |
| 8     | Zweifall – Münsterau – Vicht – Bernardshammer – Binsfeldhammer – Stolberg Altstadt – Stolberg Mühlener Bf – Velau – Steinfurt – Siedlung Waldschule – Pumpe-Stich – Röthgen – Talbahnhof/Raiffeisenplatz – Krankenhaus – Eschweiler Bushof                                                 |
| 42    | (Schevenhütte →) Gressenich Kapelle – Krewinkel – Mausbach – Fleuth – / (Zweifall – Münsterau –) Vicht – Breinigerberg – Breinig – Dorff – Büsbach – Liester – Münsterbusch – Zinkhütter Hof – Stolberg Mühlener Bf – (Velau – Stolberg Hbf) / (Birkengang – Stolberg Hans-Böckler-Straße) |